# Остафиньский, Марян
Марян Веслав Остафиньский (род. 8 декабря 1946, Пшемысль) — польский футболист, защитник, победитель Олимпийских игр 1972 года в Мюнхене. Заслуженный мастер спорта Польши.

## Биография
Воспитанник клуба «Полония Пшемысль». Выступал за многие клубы на юго-востоке Польши: «Ресовия», «Сталь Сталёва-Воля», «Сталь Жешув», за которую дебютировал в высшей лиге. Затем в 1972 году он присоединился к клубу «Рух Хожув», где и добился наибольших успехов. Он забил шесть голов в 115 матчах, дважды выиграл чемпионат Польши (1974, 1975), Кубок Польши (1974) и вместе с командой доходил до четвертьфиналов еврокубков: Кубка УЕФА в 1974 году и Кубка европейских чемпионов в 1975 году.
В 1971 году Остафиньский дебютировал за сборную Польши в матче против Германии в Гамбурге (0:0). Его обвинили в неудачном матче против Болгарии в апреле 1972 года, где после фола в штрафной площади арбитр назначил пенальти в пользу болгар. Тем не менее, тренер Казимеж Гурский вызвал его на Олимпийские игры 1972 года в Мюнхен, однако он не играл в финальном матче против Венгрии. За победу на Олимпиаде награждён Крестом Заслуги. Он также не попал в заявку сборной на чемпионат мира 1974 года. Его последний матч за сборную состоялся 26 октября 1975 года в Варшаве против Италии. Двумя годами позже он ушёл из «Руха» в «Полония Бытом», где играл до 1980 года, а также провёл один сезон во французском «Азбруке».
Он остался в Бытоме и продолжил работать тренером. Помимо этого, он также тренировал «Варта Заверце», «Бескид Андрыхув» и «Гурник Катовице».
Его сын, Дариуш стал спортивным журналистом.